# Abraham ben Isaac de Narbona
Abraham ben Isaac de Narbona (1110-1158) va ser un rabí provençal, també conegut com a RABAD II, i va ser l'autor d'una obra legal anomenada Ha-Eshkol. Abraham ben Isaac probablement va néixer a Montpeller. El seu mestre va ser el Rabí Moisès ben Joseph ben Merwan ha-Levi, i durant la vida d'aquest darrer, Abraham va ser nomenat president (Av Beth Din) del tribunal rabínic (Bet Din) de Narbona, format per nou membres, i va esdevenir el director de l'acadèmia rabínica i talmúdica de Narbona. En aquesta darrera funció, va ensenyar a dos importants talmudistes de Provença, el Rabí Abraham ben David (RABAD III), qui més tard va esdevenir el seu gendre, i el Rabí Zerahiah ha-Levi. Abraham ben Isaac va morir a Narbona en 1158.

## Obres literàries
Com la majoria dels estudiosos provençals, RABAD II va ser un autor diligent, que va compondre nombrosos comentaris sobre el Talmud, tots ells no obstant això, s'han perdut, a excepció del comentari del tractat Bava Batra, del cual es va conservar un manuscrit a la ciutat de Múnic, a Alemanya. Es poden trobar nombroses cites d'aquests comentaris, en els escrits de Zerahiah Gerondi, Bonastruc ça Porta, Nissim Gerondi, i altres rabins. Moltes de les seves explicacions dels passatges talmúdics, també es repeteixen en la seva responsa rabínica, i mostren el seu mètode, i el seu pensament. En els comentaris d'Abraham sobre el Talmud babilònic, sembla que va prendre a Raixí com el seu model. Perquè estan marcats per la mateixa precisió i claredat d'exposició. Una idea del coneixement talmúdic d'aquest escriptor, es pot obtenir del seu llibre Ha-Eshkol (tres parts de la qual es van publicar entre els anys 1867 i 1868). Aquesta obra, la quarta part de la qual existeix en un manuscrit, a la biblioteca de l'Aliança Israelita de París, es va inspirar en la coneguda obra del Rabí Isaac Alfasi (el Rif), va ser el primer intent important de redactar un codi legal, fet pels jueus francesos. No igualaba pas l'obra d'Alfasi en originalitat o en profunditat, però contenia algunes millores notables en el seu model, com la disposició dels seus continguts segons el tema i la matèria, la qual cosa va facilitar enormement el seu ús pràctic. RABAD II també es va basar en el Talmud de Jerusalem, i en la literatura dels savis del període dels Gueonim, molt més exhaustivament que el Rabí Isaac Alfasi, i va tractar molts temes que van ser considerats breument per aquest darrer. La seva profunditat i perspicàcia es mostren molt millor en la seva responsa rabínica, citada en la col·lecció Temim Deim (quarta part de l'obra Tumat Yesharim, escrita per Benjamin Motal, a la ciutat de Venècia, Itàlia, en 1622, i en el llibre Séfer ha-Terumot, de Samuel Sardi. Una altra resposta enviada a Joseph ben Hen (Graziano) de Barcelona, i a Meshulam ben Jacob de Lunel, es va trobar en un manuscrit del Baró de Günzburg, a la ciutat russa de Sant Petersburg. Com a autoritat rabínica reconeguda, i com el president del tribunal rabínic, sovint se li demanava que prengués una decisió sobre qüestions difícils, i les seves respostes mostren que no només era un exégeta lúcid, sinó també un pensador lògic. La influència d'Abraham de Narbona sobre l'estudi talmúdic en la Provença no hauria de ser subestimada. El Llenguadoc es va formar com a regió, i va crear un enllaç de connexió entre Espanya, i el nord de França, d'igual manera, els erudits jueus exercien el paper d'intermediaris entre els jueus de tots dos països. Abraham ben Isaac va representar fidelment aquesta funció, va ser l'intermediari entre la dialèctica empleada pels tosafistes de França, i la ciència sistemàtica dels rabins espanyols. Els codificadors francesos i italians, com Aaron ha-Kohen de Lunel, Zedekiah ben Abraham, i molts altres rabins, van prendre l'obra d'Abraham ben Isaac com a model, i no va ser fins a l'aparició del Arba Turim, escrit pel Rabí Jacob ben Asher, un jueu alemany resident a Espanya, que l'obra Ha-Eshkol va perdre la seva importància, i es va enfonsar en un relatiu oblit. L'escola de pensament fundada per Abraham ben Isaac, s'exemplifica en el RABAD III, i en Zerahiah ha-Levi, no obstant això, Abraham de Narbona va ser el creador d'un sistema de crítica talmúdica, i el mètode que va fer servir, no era un altre que la dialèctica tosafista, modificada i simplificada, pel pensament lògic dels rabins espanyols.